# 日本の神社一覧
日本の神社一覧（にほんのじんじゃいちらん）は、日本の神社で神社本庁が包括する本務社と兼務社を、都道府県毎に一覧形式でまとめたものである。

## 北海道地方
- 北海道の神社一覧

## 東北地方
- 青森県の神社一覧
- 岩手県の神社一覧
- 宮城県の神社一覧
- 秋田県の神社一覧
- 山形県の神社一覧
- 福島県の神社一覧

## 関東地方
- 茨城県の神社一覧
- 栃木県の神社一覧
- 群馬県の神社一覧
- 埼玉県の神社一覧
- 千葉県の神社一覧
- 東京都の神社一覧
- 神奈川県の神社一覧

## 中部地方
- 新潟県の神社一覧
- 富山県の神社一覧
- 石川県の神社一覧
- 福井県の神社一覧
- 山梨県の神社一覧
- 長野県の神社一覧
- 岐阜県の神社一覧
- 静岡県の神社一覧
- 愛知県の神社一覧

## 近畿地方
- 三重県の神社一覧
- 滋賀県の神社一覧
- 京都府の神社一覧
- 大阪府の神社一覧
- 兵庫県の神社一覧
- 奈良県の神社一覧
- 和歌山県の神社一覧

## 中国地方
- 鳥取県の神社一覧
- 島根県の神社一覧
- 岡山県の神社一覧
- 広島県の神社一覧
- 山口県の神社一覧

## 四国地方
- 徳島県の神社一覧
- 香川県の神社一覧
- 愛媛県の神社一覧
- 高知県の神社一覧

## 九州地方
- 福岡県の神社一覧

- 長崎県の神社一覧
- 熊本県の神社一覧
- 大分県の神社一覧
- 宮崎県の神社一覧
- 鹿児島県の神社一覧